# Раджа Раджесвари Ситха Раман
Ра́джа Раджесва́ри Си́тха Ра́ман (малайск.  Raja Rajeswari Seetha Raman ) (р. 19 августа 1961, Куала-Курау, штат Перак) – малайзийская поэтесса и переводчик. По национальности тамилка.

## Краткая биография
Родилась в учительской семье. После окончания английской средней школы в Баган-Серай поступила в 1994 г. в Педагогический колледж султана Абдула Халима (Сунгай-Петани, Кедах), который окончила в 1986 г. В 1986-1988 гг. училась на факультете современных языков и коммуникации Университета Путра Малайзии (Серданг). Там же в 2005 г. окончила магистратуру, а в 2015 г. завершила докторантуру в Академии малайских исследований  Университета Малайи. В 2015 г. получила диплом профессионального переводчика от Союза переводчиков Малайзии.
В 1995-2007 гг. работала  учителем малайского и английского языков в ряде школ Куала-Лумпура, в 2007-2016 гг. – преподавателем малайского языка в Педагогическом институте Малайзии (Куала-Лумпур). Выступала с докладами на семинарах и конференциях в Малайзии и за рубежом. Член комиссии министерства образования по составлению программ по литературе для средних школ.  

## Творчество
Единственная признанная поэтесса Малайзии, которая, будучи немалайкой, пишет стихи на малайском языке. Стихи печатаются в ведущих газетах и журналах, в том числе в издаваемом Советом по языку и литературе авторитетном литературном журнале "Деван Састра", а также в многочисленных коллективных сборниках поэзии. Издала два авторских сборника «Когда цветет цветок» (2006) и «На одном языке» (совместно с  Газали Дин Ихсаном и Чай Лун Гуаном, 2017). 
В центре внимания поэтессы не только красоты родной страны, но и социальные проблемы (в частности, статус национального языка, борьба с коррупцией),  патриотизм, экология, борьба угнетенных народов за свою независимость (Афганистан, Палестина). Стихи поэтессы переведены на английский, бенгальский, испанский, немецкий, португальский, тайский и тамильский языки. Несколько стихов стали текстами популярных песен: «Искусство вышивания» (композитор Сани Судин), «Любимая» и «Судьба женщины» (композитор Юзаилан Юнус). 
Регулярно выступает с чтением своих стихов на ежемесячных поэтических чтениях  Национального союза писателей Малайзии, принимала участие в международных поэтических фестивалях в Бангладеш, Сингапуре, Индонезии, Никарагуа 
Как литературный критик публикует статьи с анализом творчества малайзийских писателей и поэтов в газетах и журналах Малайзии.
Почётный секретарь организации «Великая малайская Нусантара» (Нумера), член исполнительного комитета Национального союза писателей Малайзии и Союза писателей Селангора, член Союза переводчиков Малайзии, Союза творческих деятелей Перака, Всемирного конгресса поэтов.

## Награды
- Премия Литературного виртуального сообщества Малайзии (2003, 2004).
- Главная литературная премия Малайзии (2006/2007).
- Литературная премия штата Перак (2016).
- Премия Совета по языку и литературе за вклад в развитие малайской словесности (2016)
- Премия мэра г. Ривас (Никарагуа) за лучшее стихотворение о защите экологии (2017).

## Авторские сборники
- Raja Rajeswari Seetha Raman. Mekar Bunga. Selangor: Penerbitan Pustaka Nusa Sdn Bhd, 2006.
- Ghazali Din Ihsan Noorzali, Raja Rajeswari Seetha Raman, Chai Loon Guan. Bahasa Yang Sama. Tanjung Malim: UPSI, 2017.

## Стихи в сборниках
- Antologi Antiperang. Lakaran dan Puisi. Ed. Raja Ahmad Aminullah. Yayasan Kesenian Perak 2003.
- Prahara di Padang Karbala: kumpulan puisi keamanan dan kemanusiaan Malaysia. Ed. Arbak Othman. Serdang: Universiti Putra Malaysia dan Pustaka Nusa, 2003.
- APAS. Antologi Puisi Pilihan Komuniti Penyair. Kuala Lumpur: Esastera, 2003.
- Peterana Kasih.  Pekan: Lembaga Muzium Negeri Pahang  (2004).
- Gema Membelah Gema 14: antologi puisi Hari Puisi Nasional Keempat Belas. Ed. Amiruddin Ali dan Hamzah Hamdani. Kuala Lumpur, 2004.
- Ratib 1000 syair:sebuah antologi puisi. [Kuala Lumpur]: Gapena, 2005.
- Manuskrip Luka Bangsa. Ed. Rahimidin Zahari. [Kuala Lumpur]: Persatuan Penulis Nasional Malaysia, 2006.
- Antologi Puisi Agenda Melayu. [Kuala Lumpur]: Yayasan Kepemimpinan dan Strategi Malaysia. (2009)
- Antologi Sajak Prihatin Palestin. Genting Gaza, Gentingnya Genting. Ed. Shamsudin Othman, S.M. Zakir: [Kuala Lumpur]: Persatuan Penulis Nasional Malaysia, 2009.
- Antologi Puisi Mengabdi Melestari (PNB 30 tahun). [Kuala Lumpur], 2009.
- Musibah Gempa Padang. Editor Dato’ Dr.Ahmad Khamal Abdullah [Kemala]. Kuala Lumpur: eSastera/Marba, 2009.
- Antologi puisi hari pejuang bahasa: sumpah 152. Ed. S. M. Zakir, Mattaib Nordin, Jaafar Haji Hamdan, Muhammad Ikhram Fadhly Hussin. [Kuala Lumpur]: Gabungan Persatuan Penulis Nasional Malaysia, 2010
- Dari Jendela Zaman Ini. Antologi Puisi Malaysia dan Singapura (From the Window of This Epoch: An Anthology of Malaysian and Singaporean Poems). Compiled by Shamsudin Othman, Gwee Li Sui, Mohamed Pitchay Gani bin Mohamed Abdul Aziz, Tan Chee Lay, and Seetha Lakshmi. Kuala Lumpur: ITBM (2010).
- Syair Persahabatan Dua Negara. 100 Penyair Indonesia-Malaysia. Banjar Baru: Pustaka Senja, 2015.

## Переводы на малайский
- Aminur Rahman. Perpetual Diary (Diari Abadi). Translated by Raja Rajeswari Seetha Raman. Kuala Lumpur: Numera, 2016
- Puisi 6 Penyair Bangladesh untuk Baca Puisi Dunia Numera (Poems by 6 Bangladesh Poets). Translated by Raja Rajeswari Seetha Raman. Kuala Lumpur: Numera, 2016